# I Kammerherrens Klæder
I Kammerherrens Klæder er en dansk stumfilm fra 1914, der er instrueret af Sofus Wolder efter manuskript af Aage I.C. Schmidt.

## Handling
Denne artikel mangler et handlingsreferat. Hjælp os med at skrive det.